# Sébastien Patrice
Sébastien Pierre Roger Patrice (* 7. April 2000 in Marseille) ist ein französischer Säbelfechter.

## Erfolge
Sébastien Patrice sicherte sich bei den Europameisterschaften 2023 in Plowdiw seine erste internationale Medaille, als er im Einzel den dritten Platz belegte. Nur eine Woche später gewann er bei den Europaspielen in Krakau mit Boladé Apithy, Maxime Pianfetti und Tom Seitz im Mannschaftswettbewerb die Goldmedaille.
Bei den Olympischen Spielen 2024 in Paris schied Patrice nach einem Auftakterfolg in der Einzelkonkurrenz im Achtelfinale gegen Matyas Szabo aus Deutschland mit 13:15 aus. Im Mannschaftswettbewerb erreichte er gemeinsam mit Boladé Apithy, Maxime Pianfetti und seinem Bruder Jean-Philippe Patrice das Halbfinale, nachdem in der ersten Runde Ägypten mit 45:41 besiegt wurde. Im Halbfinale unterlagen die Franzosen der Équipe Südkoreas mit 39:45, sodass sie gegen den Iran das abschließende Gefecht um Bronze bestritten. Dieses gewannen sie deutlich mit 45:25.
Für seinen olympischen Medaillengewinn erhielt Patrice am 24. September 2024 das Ritterkreuz des Ordre national du Mérite. Neben seinen Aktivitäten als Fechter ist er bei der Police nationale angestellt. 